# Valor límite ambiental de exposición diaria
Los valores límite ambientales o VLA son concentraciones de referencia de los agentes químicos presentes en el ambiente laboral de un trabajador. Son los valores de referencia en este aspecto que se han establecido a nivel nacional en España. Dichos agentes químicos se encuentran en el aire y por ello el concepto de VLA se aplica de forma exclusiva para al evaluación y el control de riesgos por inhalación de dichos compuestos, siendo otras formas de exposición, como la vía cutánea, no del todo predecibles con los VLA, por lo que pueden requerir de control biológico adicional (tales agentes se encuentran con la denominación "vía dérmica" en las tablas de valores de referencia).
Actualmente en España, los VLA en el ámbito profesional vienen recogidos en el documento Límites de Exposición Profesional para Agentes Químicos en España, publicado por el Instituto Nacional de Seguridad y Salud en el Trabajo y de actualización anual. Dicho documento y la información contenida es de carácter obligatorio y obedece al RD 374/2001 por el cual se establecen a nivel nacional límites de exposición profesional para agentes químicos. Los VLA se establecen con información disponible sobre analogía fisicoquímica de los agentes químicos, estudios in vitro, estudios in vivo y de exposición controlada en voluntarios, así como estudios epidemiológicos y de la experiencia industrial. El objetivo final es la protección de la salud de los trabajadores, con medidas de prevención de riesgos laborales.

## Historia

### Inicios
El grupo de trabajo sobre los Valores Límite de Exposición Profesional, constituido por el INSST en 1995 dio lugar a la publicación de un primer documento sobre este asunto en 1999, siendo de actualización anual. De este modo, respondía a la obligación que la Directiva 98/24/CE imponía a los Estados miembros de establecer límites de exposición profesional a nivel nacional.

### Legislación nacional
Dos años tras la publicación del primer documento se produjo la transposición de la Directiva 98/24/CE al ordenamiento jurídico mediante el RD 374/2001, el cual a su vez derogaba los límites de exposición del ya existente Reglamento de Actividades Molestas, Insalubres, Nocivas y Peligrosas o RAMINP, de 1961, y consideraba los valores límites de exposición profesional publicados por el INSST como valores de referencia, constituyendo así un mandato para dicho instituto para continuar con esta labor. Dicha transposición fue motivada por la obsolescencia del RAMINP, que no se actualizaba de forma periódica y obligaba al uso de valores de referencia extranjeros, en concreto de los TLV publicados por el ACGIH en Estados Unidos.

### Aprobación y Observación
La Comisión Nacional de Seguridad y Salud, mediante un grupo de trabajo creado en 1997 hace recomendaciones en cuanto a la publicación y aplicación de los Valores Límites Ambientales: 

1.Que se apliquen en los lugares de trabajo los límites de exposición indicados en el documento del INSST, titulado "Límites de exposición profesional para agentes químicos en España" y que su aplicación se realice con los criterios establecidos en dicho documento. 
 2. Que el INSST publique y dé la mayor divulgación posible al citado documento indicando, en su preámbulo, la información favorable de esta Comisión respecto a la aplicación de la misma en los lugares de trabajo.

Dicha Comisión es la encargada de observar y aprobar la publicación de estos documentos por el INSST, encargándose así de que este cumpla su función

## Definiciones
Exposición diaria (ED): es la concentración media del agente químico en el ambiente laboral calculada ponderadamente con respecto al tiempo, considerándose una jornada estándar real de ocho horas diarias. La concentración media de esas ocho horas atribuye las distintas exposiciones del trabajador en ese tiempo que equivalen a una única exposición de ocho horas.

Exposición de corta duración (EC): es la concentración media de agente químico en el ambiente laboral calculada para cualquier periodo de tiempo de 15 minutos durante la jornada laboral excluyéndose los agentes químicos con periodos de referencia inferiores obtenidos en la lista de Valores Límite.
Por lo general se determinan las EC de interés, aquellas cuyo periodo o periodos son de máxima exposición, tomando muestras cada 15 minutos. Así las concentraciones de las muestras coincidirán con las EC que se buscan.

Valor Límite Ambiental para la Exposición Diaria (VLA-ED): es el valor límite de concentración media, calculada de forma ponderada en relación con el tiempo, considerando una jornada laboral real de ocho horas diarias. Se basa en conocimientos actuales en los que la mayor parte de trabajadores se encuentran expuestos ocho horas diarias y cuarenta horas semanales sin que padezcan ningún efecto adverso para la salud. En otros países utilizan los TLV-TWA (Valor Límite Umbral-Media Ponderada en el Tiempo).

Valor Límite Ambiental para la Exposición de Corta duración (VLA-EC): es el valor de referencia para la exposición de corta duración (EC), es decir, dicha exposición no puede superar el valor de VLA-EC  a lo largo de la jornada laboral. Para aquellos agentes que tienen efectos agudos reconocidos pero cuyo efectos tóxicos principales tóxicos sean debidos a la exposición crónica, el VLA-EC sirve de complemento del VLA-ED en la valoración de la exposición global. Del mismo modo, a los agente químicos de efectos principalmente agudos (como gases irritantes) solo se les asigna VLA-EC y no VLA-ED.
Limite Permisible Ponderado: es el valor máximo permitido para el promedio ponderado de las concentraciones de contaminantes químicos en el ambiente que se encuentran en los lugares de trabajo durante la jornada laboral. 
Cuando la jornada de trabajo sobrepase las 8 horas diarias, el efecto de mayor dosis de tóxico que recibe el trabajador unida a la reducción del período de recuperación durante el descanso, se compensará multiplicando los límites permisibles por el factor de reducción “Fj” que resulte de la aplicación de la fórmula siguiente, en que “h” será el número de horas trabajadas diarias: (Fj= 8/h) * (24-h/16).  Para una jornada de 8 horas diarias, con un total superior a 45 horas semanales y hasta 48 horas semanales, se utilizará Fj = 0,90”.

Límite de Desviación (LD): se aplica para sustancias que disponen de VLA-ED pero no VLA-EC. En este caso, no se debe presuponer que el cumplir los VLA-ED libere de todo riesgo al trabajador ya que, aunque no se hayan documentado todavía, pueden producirse efectos adversos importantes si en una exposición de corta duración (EC) se supera en n veces el VLA-ED. Por ello, se establece el siguiente límite:
- las exposiciones de corta duración pueden ser superiores en 3 veces el valor VLA-ED durante 15 minutos en no más de 4 ocasiones en una jornada de trabajo de 8 horas y con un intervalo mínimo de una hora entre cada exposición pico sucesiva.
- las exposiciones de corta duración nunca podrán ser superiores en 5 veces el valor VLA-ED en una jornada de trabajo de 8 horas.

Con este límite establecido se consigue disminuir la variabilidad del proceso y garantizar la protección de los trabajadores.

Unidades de VLA: dependiendo de la naturaleza de los agentes químicos y de las condiciones ambientales se usan las siguientes unidades:
- para gases y vapores se establece el VLA en mililitros por metro cúbico (mL/m3) o partes por millón (ppm), independientemente de la presión y temperatura, o para una temperatura de 20 °C y una presión de 101,3 kPa.
- para materia particulada no fibrosa es útil convertir las unidades anteriores a miligramos por metro cúbico (mg/m3), mediante la siguiente ecuación matemática:

{\displaystyle VLA(mg/m^{3})={VLA(ppm)\times Pm(g) \over 24,04}}
- para materia particulada fibrosa se utiliza la unidad fibras por metro cúbico o por centímetro cúbico (fibras/m3 o fibras/cm3) en condiciones reales del puesto de trabajo.[2]

Indicador biológico: Parámetro en un medio biológico del trabajador que mide tanto de forma directa o como indirecta, es decir, por todas las vías de entrada, la exposición global a un agente químico.
Como medios biológicos se usan el aire exhalado, la orina y la sangre entre otros. Se determina la intensidad de una exposición reciente, la exposición promedio diaria o la cantidad total del agente acumulado en el organismo en función del parámetro, el medio y el momento de la toma de muestra.
Tipos de indicadores biológicos:
- IB de dosis: parámetro que mide la concentración del agente químico o de sus metabolitos en el medio biológico en el que está expuesto el trabajador.
- IB de efecto: parámetro que identifica las alteraciones bioquímicas reversibles a las que está expuesto el trabajador y que son inducidas de forma característica por el agente químico.[2]

## Tipos de TLV
TLV-TWA: Media ponderada en el tiempo. Es el más característico cuando se habla de TLV. Se establece una jornada laboral de 8 horas diarias o 40 horas semanales en la que los trabajadores están expuestos reiteradamente a los agentes químicos y físicos sin que muestran ningún efecto adverso. Como complemento a este TLV podemos citar a TLV-STEL.
TLV-STEL: Límites de exposición para periodos cortos de tiempo. Es la concentración a la cual puede exponerse el trabajador sin que se manifieste daño crónico o irreversible en tejidos , irritación o narcosis. Exposición media ponderada en el tiempo durante 15 minutos que no debe superarse durante la jornada laboral aunque la media ponderada en el tiempo en las ocho horas sea inferior al TLV-TWA.
TLV-C: Valor techo. Es la concentración que en ningún caso puede superarse. Se realizan muestreos de 15 minutos con excepción de los agentes que causan daños inmediatos que requieren exposiciones muy cortas en el tiempo.